# کرم‌های سدساز (Barrier Creams
کرم‌های سدساز برای کودکان مبتلا به اگزما و پوست‌های حساس  (انگلیسی: Barrier creams for infants and children with eczema and sensitive skin)
کرم‌های سدساز یا Barrier Creams دسته‌ای از محصولات پوستی هستند که با تشکیل لایه محافظتی، مانع از تماس مستقیم پوست با عوامل محرک محیطی یا مواد آلرژن می‌شوند. استفاده از این کرم‌ها در کودکان، نوزادان و افراد دارای پوست حساس یا بیماری‌هایی مانند درماتیت آتوپیک (اگزما) بسیار توصیه می‌شود.

## ساختار پوست کودک
پوست نوزادان و کودکان به‌طور طبیعی نازک‌تر، نفوذپذیرتر و دارای سد دفاعی ضعیف‌تری نسبت به بزرگسالان است. این ساختار باعث می‌شود که در برابر تحریکات محیطی، شوینده‌های نامناسب، سولفات‌ها، فتالات‌ها و سایر ترکیبات مضر، آسیب‌پذیرتر باشد.

## نقش کرم‌های سدساز
کرم‌های سدساز با ایجاد یک لایه محافظ فیزیکی، عملکرد زیر را دارند:
- کاهش تبخیر آب (TEWL) و کمک به مرطوب‌سازی پوست
- جلوگیری از نفوذ آلرژن‌ها و عوامل تحریک‌کننده
- کاهش التهاب و قرمزی ناشی از اگزما یا درماتیت پوشک
- مناسب برای استفاده روزانه در نوزادان، مادران باردار و شیرده

## ویژگی‌های یک کرم سدساز مناسب کودک
برای اینکه یک محصول به عنوان کرم سدساز ایمن برای نوزاد و کودک شناخته شود، باید دارای ویژگی‌های زیر باشد:
- فاقد سولفات‌ها، پارابن‌ها، فتالات، عطر مصنوعی و الکل آزاد
- دارای pH متعادل (۴.۵ تا ۵.۵)
- استفاده از ترکیبات تسکین‌دهنده مانند آلوئه‌ورا، زینک اکساید یا اوره
- غیرکومدوژنیک و هایپوآلرژنیک

## تأثیر بر بیماران خاص
کودکان مبتلا به بیماری‌هایی مانند:
- اگزما
- EB (بیماری پروانه‌ای)
- سرطان‌های کودکی و تحت شیمی‌درمانی
- نقص ایمنی اولیه

بیشتر از سایر کودکان نیاز به استفاده از محصولات تخصصی با فرمولاسیون ایمن دارند. این موضوع در استانداردهای بین‌المللی مانند EU Cosmetic Directive و ISO 22716 نیز تأکید شده است.

## فرهنگ انتخاب آگاهانه والدین
امروزه بسیاری از والدین، به‌ویژه مادران باردار و شیرده، به دنبال محصولاتی هستند که با کمترین احتمال تحریک و بیشترین ایمنی، از پوست فرزند خود محافظت کنند. افزایش آگاهی عمومی درباره ترکیبات بالقوه مضر (مانند نیتروزآمین‌ها و ۱و۴-دی‌اکسان)، منجر به افزایش تقاضا برای محصولات تخصصی کودک شده است.

## پیوندها
- اگزما در کودکان
- مواد نگهدارنده در محصولات کودک
- درماتیت پوشک
- pH پوست
- محصولات بهداشتی بدون سولفات
- حساسیت پوستی نوزادان